# Torena
|  | Per a altres significats, vegeu «Torena (Occitània)». |

Torena és un despoblat al terme municipal de Sort, a la comarca del Pallars Sobirà. Fins al 1970 formà part del terme de Llessui. Torena és a prop i al nord de Llessui, en el vessant sud-oest del Tossal de Torena, on hi hagué el Castell de Torena. El novel·lista Jaume Cabré ha situat la seva novel·la Les veus del Pamano al poble de Torena, aprofitant aquest topònim per tal de no identificar excessivament cap dels pobles existents actualment amb l'escenari de la novel·la. Joan Coromines considera diverses hipòtesis, per a l'origen de Torena, entre les quals que procedís del nom propi d'un cavaller procedent de la regió francesa de la Torena. Ara bé, a l'edat mitjana, el nom de la Touraine (francès actual) no tenia aquesta forma, sinó la de Touroine, amb l'oi pronunciada ua. Per tant, es pot descartar que donés en català la forma de Torena. L'únic que gosa afirmar l'eminent filòleg és que el topònim és preromà, potser procedent d'un basc Atorena o Otorena, o d'origen ibèric.